# ケアーズ
株式会社ケアーズは、大阪府高槻市を中心に、ドラッグストア「ケアーズドラッグ」を経営する企業。元々はダイコク薬品という名称であったが、2006年に屋号にちなんでケアーズに社名を変更した。モットーは「明るい家庭は健康から」。マスコットキャラクターに「ケア坊」と「ケア子」がおり、オリジナルソングも用意されている。
ちなみに、大阪府地盤のイレブンが経営するケアーズドラッグ（元・社名ケアーズドラッグ、三重県地盤）は別企業である。

## 沿革
- 1957年 高槻市芥川町で創業する。
- 1974年 資本金300万円で、ダイコク薬品株式会社設立。
- 1978年 資本金2800万円に増資する。
- 2006年 株式会社ケアーズに社名を変更。
- 2024年 株式会社アカカベと協業

## 店舗
大阪府高槻市、茨木市、吹田市の大阪府北東部、阪急京都本線沿線を中心に出店。京都府南部にも進出している。現在はドラッグストア16店舗。調剤専門薬局2店舗。